# Васильцов Анатолій Михайлович
Анато́лій Миха́йлович Васильцов — учасник Афганської війни 1979—1989 років, проживає в місті Львів.

## З життєпису
Активіст ГО «Українська спілка інвалідів Афганістану у Львівській області», член ревізійної комісії Львівської обласної організації Української спілки ветеранів Афганістану.

## Нагороди
- орден «За мужність III» ступеня (13.2.2015)